# Mobotix
La Mobotix (ortografia corretta: MOBOTIX) è un produttore di sistemi di videosorveglianza digitali e basati su rete. La società ha sede a Winnweiler vicino a Kaiserslautern.

## Storia
Mobotix è stata fondata nel giugno 1999 da Ralf Hinkel, Sabine Hinkel e Klaus Borchers come società per azioni ed è stata quotata in borsa il 10 ottobre 2007. La quota è stata quotata nel Prime Standard fino a dicembre 2013.
Alla fine del 2009, la società si è trasferita nella nuova sede della società a Langmeil, un distretto di Winnweiler. Il sito di produzione è rimasto a Kaiserslautern fino a luglio 2011 e da allora si trova anche a Langmeil.
Nel 2013 Mobotix ha registrato un forte calo dei profitti e ha emesso un avviso di profitto.
Nel marzo 2016 la giapponese Konica Minolta ha rilevato gran parte delle azioni (circa il 65%). Il prezzo di acquisto sarebbe stato di circa 110 milioni di euro. Nel giugno 2016 Ralf Hinkel ha rassegnato le dimissioni dal Consiglio di vigilanza.
Le vendite nei primi 9 mesi dell'esercizio 2019/20 ammontavano a circa 55,3 milioni di euro al 30 giugno 2020. Si tratta di un aumento del 7,2% rispetto al corrispondente periodo dell'anno precedente. Mentre la riduzione pianificata delle vendite di materiali e lo sviluppo degli ordini hanno ridotto leggermente l'aumento delle vendite, le vendite di soluzioni hardware e software relative ai clienti sono aumentate notevolmente. Da solo è aumentato a 53,3 milioni di euro, che corrisponde a un aumento del 15,4% rispetto all'anno precedente. Nel luglio 2020 il consiglio di sorveglianza è composto da Toshiya Eguchi (presidente), Olaf Jonas e Tsuyoshi Yamazato.